# St. Dionysius (Steimbke)

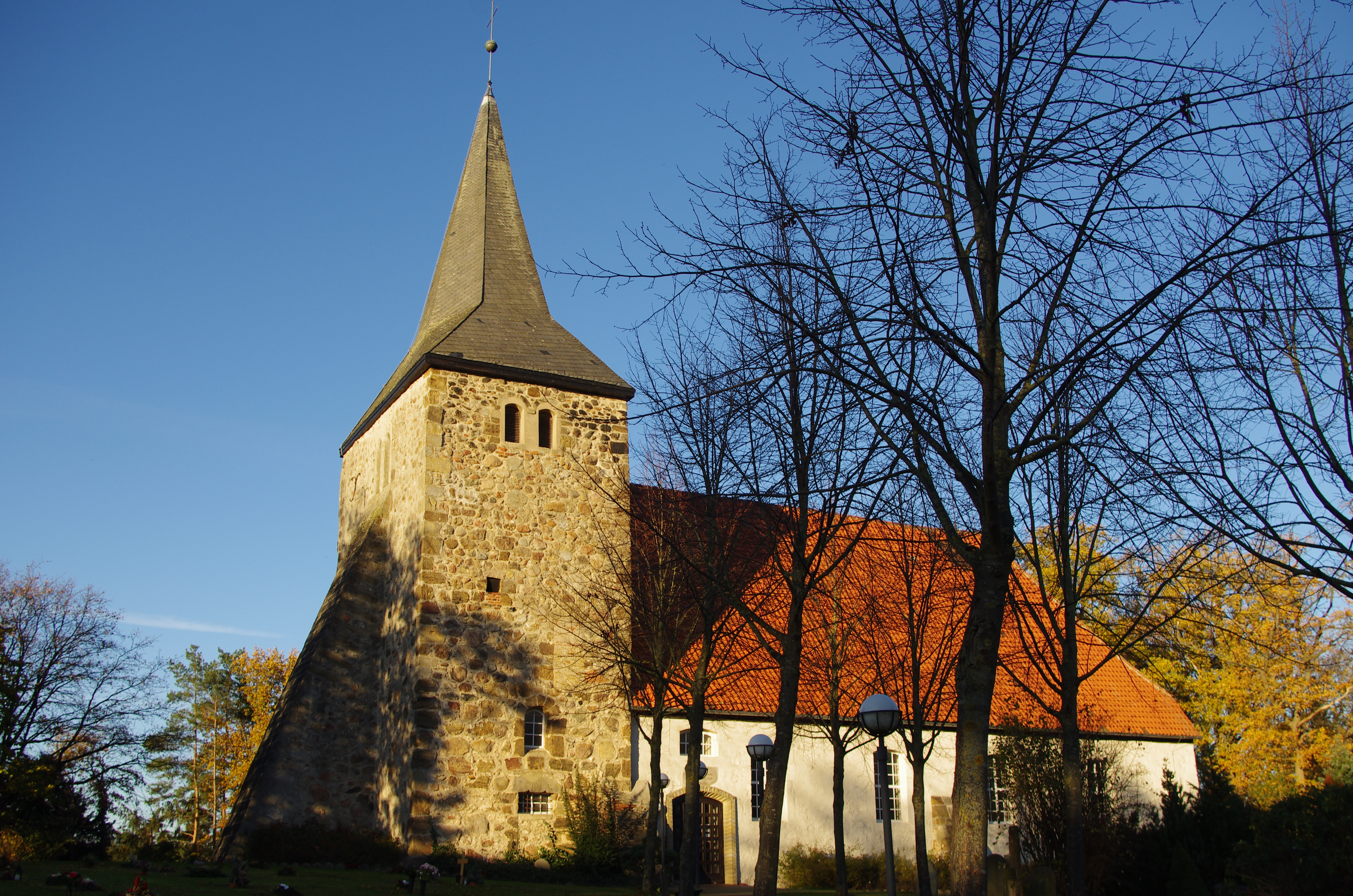
St.-Dionysius-Kirche, Steimbke

Die evangelisch-lutherische denkmalgeschützte Kirche St. Dionysius (auch: St. Dionysii) steht auf dem Kirchfriedhof der Gemeinde Steimbke im Landkreis Nienburg/Weser in Niedersachsen. Die Kirchengemeinde gehört zum Kirchenkreis Nienburg im Sprengel Hannover der Evangelisch-lutherischen Landeskirche Hannover.

## Beschreibung
Die Saalkirche wurde in der ersten Hälfte des 13. Jahrhunderts gebaut. Sie wurde zwischen 1727 und 1729 barockisiert, wie dem Chronogramm am Portal im Norden zu entnehmen ist. Der querrechteckige Kirchturm aus Bruchsteinen im Westen wird durch einen mächtigen Strebepfeiler gesichert. Er ist mit einem achtseitigen spitzen schiefergedeckten Helm bedeckt. Das mit einem Satteldach aus Dachziegeln bedeckte Langhaus aus verputzten Feldsteinen mit eingemengten Backsteinen hat an der Südseite segmentbogige Fenster. Über den beiden Fenstern an der Ostseite befindet sich jeweils ein Ochsenauge.
Der Innenraum ist mit einer segmentförmigen Tonnendecke überspannt. Das zum Langhaus mit einem Rundbogen geöffnete Erdgeschoss des Turms hat ein Kreuzgratgewölbe. Die hölzernen Emporen stehen im Westen und Norden.
Zur Kirchenausstattung gehört ein zweigeschossiges Altarretabel aus der ersten Hälfte des 18. Jahrhunderts, das von Säulen eingefasst ist. Auf ihm sind das Abendmahl und die Kreuzigung dargestellt. Das Taufbecken ist von 1730. Die Brüstung der Kanzel aus der ersten Hälfte des 17. Jahrhunderts ist mit Beschlagwerk dekoriert und hat Bilder von Christus und den vier Evangelisten, die in Ädikulä gerahmt sind.